# 14072 Volterra
14072 Volterra este un asteroid din centura principală de asteroizi.

## Descriere
14072 Volterra este un asteroid din centura principală de asteroizi. A fost descoperit pe 21 mai 1996 la Prescott (Arizona) de Paul G. Comba. Asteroidul prezintă o orbită caracterizată de o semiaxă mare de 3,15 ua, o excentricitate de 0,16 și o înclinație de 1,9° în raport cu ecliptica.